# Ditrichophora occidentalis
Ditrichophora occidentalis är en tvåvingeart som beskrevs av Cresson 1942. Ditrichophora occidentalis ingår i släktet Ditrichophora och familjen vattenflugor. Inga underarter finns listade i Catalogue of Life.